# Núi lửa Taal
Núi lửa Taal (tiếng Filipino: Bulkang Taal) là núi lửa của Philippines, ở vào tỉnh Batangas đảo Luzon, cách thủ đô Manila chừng 50 kilômét về phía nam, là một trong những núi lửa vận động tích cực nhất ở Philippines, chiều cao 311 mét so với mức mặt biển. Có ghi chép từ năm 1572, núi lửa Taal có 33 lần núi lửa bạo phát, trong đó bạo phát năm 1911 dẫn đến hơn ngàn người tử vong. Tất cả những vụ phun trào này tập trung vào đảo Volcano, một hòn đảo gần giữa hồ Taal. Hồ cung cấp nước một phần cho hõm chảo Taal, được hình thành bởi các vụ phun trào thời tiền sử từ 140.000 đến 5.380 BP. Nhìn từ sườn núi Tagaytay, núi lửa Taal và hồ là một trong những khung cảnh đẹp nhất và hấp dẫn nhất ở Philippines.
Núi lửa Taal là núi lửa còn sống vẫn đang phun bắn ra liên miên không dứt trong mấy năm nay. Thế kỉ XX đã từng phun bắn ra rất nhiều lần, năm 1965, năm 1970, năm 1976 đều đã từng phun bắn ra. Năm 1976 phun bắn ra lần ấy, tro núi lửa bốc lên bầu trời thì liền trỗi dậy, cao đến 1500 mét. Vào khoảng 13 giờ ngày 12 tháng 1 năm 2020 (tức 12 giờ giờ Hà Nội), núi lửa Taal chợt phát sinh hoạt động kịch liệt, chiều cao cột tro núi lửa vượt qua 1000 mét. Bản thân núi lửa Taal quy mô hoàn toàn không lớn, nhưng mà bởi vì số lượng nhân khẩu cư trú ở gần núi lửa nhiều, mãi tới nay đều được cho biết là một trong những núi lửa nguy hiểm nhất trên thế giới.
Núi lửa phun trào dữ dội một vài lần trong quá khứ gây ra thiệt hại về sinh mạng ở đảo và các khu vực xung quanh hồ, với số người chết ước tính khoảng 5.000 đến 6.000. Do gần các khu vực đông dân cư và lịch sử phun trào của nó, núi lửa được cho là núi lửa Thập niên, xứng đáng nghiên cứu chặt chẽ để ngăn ngừa thiên tai trong tương lai. Tất cả núi lửa của Philippines là một phần của Vành đai lửa Thái Bình Dương.

## Giới thiệu giản lược
Núi lửa Mẹ Con - núi lửa Taal là núi lửa còn sống thấp nhất trên thế giới, ở vào bên trong hồ Taal của tỉnh Batangas đầu phía tây nam đảo Luzon, cao đến 311 mét. Núi lửa Taal là một núi lửa vô cùng riêng biệt, trong hồ miệng núi lửa của nó, có một núi lửa nhỏ, đúng giống một kiểu trong túi sinh con của chuột túi mẹ vẫn có một con chuột túi con hoạt bát đáng yêu. Núi lửa Taal và "con trai yêu mến" của nó tất cả cùng hình thành núi lửa "Mẹ Con". Miệng núi lửa - phần ở trên của núi lửa Taal, dài 25 kilômét, rộng 15 kilômét, diện tích chừng 300 kilômét vuông. Trong miệng núi lửa đã tích chứa không ít nước, rồi hình thành một hồ miệng núi lửa, tên là "hồ Taal". "Con trai yêu mến" của núi lửa Taal, chính là núi lửa con trong hồ Taal, gọi tên "Vulcan".
Ngày 13 tháng 1 năm 2020, núi lửa Taal - thắng địa du lịch thăm viếng ở Philippines, thình lình phun bắn ra, tro núi lửa phụt ra cao đến 10 tới 15 kilômét. Bị ảnh hưởng của núi lửa Taal bạo phát, cho nên tất cả chuyến tàu bay cất và hạ cánh đều bị đình chỉ tạm thời. Cục Động đất và núi lửa Philippines yêu cầu tiến hành sơ tán toàn diện các khu vực trong phạm vi cách núi lửa 17 kilômét.

## Địa lý
Núi lửa Taal và Hồ nằm hoàn toàn trong tỉnh Batangas. Phần phía bắc của đảo Volcano thuộc thẩm quyền của thị trấn bờ hồ Talisay, và một nửa phía nam thuộc San Nicolas. Các cộng đồng khác bao quanh Hồ Taal bao gồm các thành phố Tanauan và Lipa, và các xã Talisay, Laurel, Agoncillo, Santa Teresita, Alitagtag, Cuenca, Balete và Mataas na Kahoy .
Việc định cư cô định trên hòn đảo bị cấm bởi Viện nghiên cứu núi lửa và địa chấn Philippine hay PHIVOLCS, tuyên bố toàn bộ đảo Volcano là một khu vực có nguy cơ cao và một vùng nguy hiểm thường xuyên (PDZ). Mặc dù đã cảnh báo, các gia đình nghèo vẫn liều mạng định cư trên đảo, kiếm sống bằng nghề đánh cá và trồng trọt từ đất núi lửa màu mỡ.

### Điểm Vulcan
Hồ miệng núi lửa trên đảo Volcano là hồ lớn nhất trên một hòn đảo nằm trong một hồ nước trên một hòn đảo trên thế giới. Hơn nữa, hồ này chứa Điểm Vulcan, một hòn đảo đá nhỏ nhô ra từ bề mặt của miệng núi lửa, đó là phần còn sót lại của sàn miệng núi lửa cũ, bây giờ được bao quanh bởi hồ rộng 2 km (1,2 dặm), nay được gọi là như hồ miệng núi lửa chính. Điểm Vulcan thường được coi là đảo lớn nhất cấp ba (hòn đảo trong một hồ nước trên một hòn đảo trong một hồ nước trên một hòn đảo), mặc dù việc này cũng được tuyên bố cho một hòn đảo không tên của Canada nằm trên đảo Victoria.
Do đó, Taal có một hòn đảo nằm trong một hồ nước, nằm trên một hòn đảo nằm trong một hồ nước, lại nằm trên một hòn đảo: Hòn đảo Điểm Vulcan nằm trong Hồ miệng núi lửa chính, nằm trên đảo Volcano, nằm trong hồ Taal, nằm trên đảo chính của Philippine, Luzon.

## Hoạt động gần đây

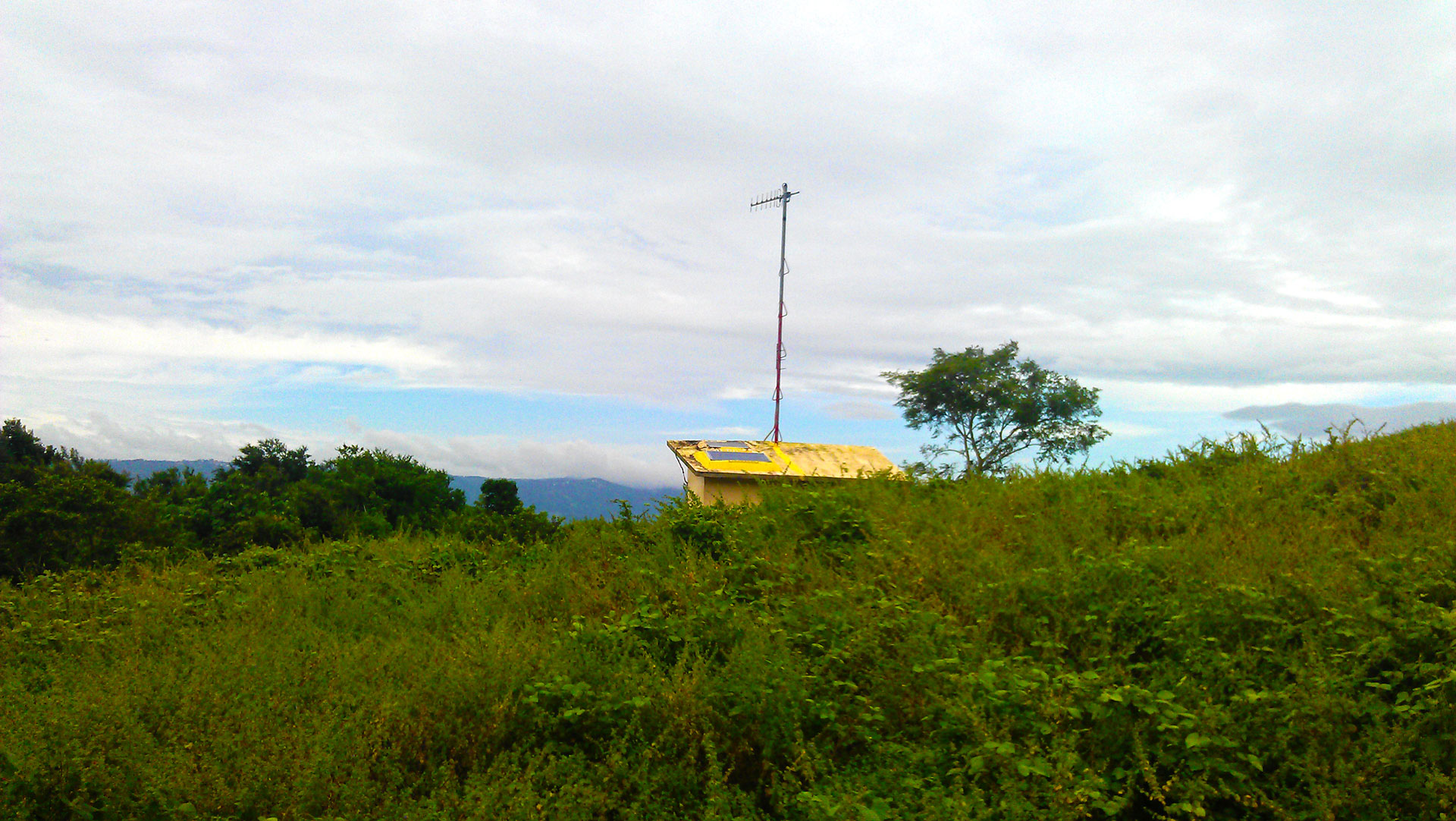
Một trạm giám sát từ xa chạy bằng năng lượng mặt trời nằm ở hòn đảo Taal Volcano.

Mặc dù núi lửa đã tạm tắt từ năm 1977, nó đã có những dấu hiệu bất ổn kể từ năm 1991, với hoạt động địa chấn mạnh mẽ và các sự kiện vỡ nứt đất, cũng như sự hình thành các ao bùn nhỏ sôi sục và bùn phun lên trên các phần của hòn đảo. Viện nghiên cứu núi lửa và địa chấn Philippines (PHIVOLCS) thường xuyên đưa ra các thông báo và cảnh báo về hoạt động hiện tại tại Taal, bao gồm tình trạng bất ổn địa chấn đang diễn ra .

### Năm 2011
Từ ngày 9 tháng 4 đến ngày 5 tháng 7, mức cảnh báo trên núi lửa Taal tăng từ 1 lên 2 trong mười một tuần do sự gia tăng tình trạng chấn động trên Đảo Volcano. Tần suất đạt đến đỉnh điểm vào khoảng 30 ngày vào ngày 30 tháng 5 với cường độ tối đa ở độ IV, kèm theo tiếng ầm ĩ. Magma tràn lên bề mặt, như được biểu thị bằng việc tiếp tục phát thải CO2 cao trong Hồ miệng núi lửa chính và duy trì hoạt động địa chấn. Một đo lường hiện trường vào ngày 24 tháng 5 năm 2011 cho thấy nhiệt độ hồ tăng nhẹ, giá trị pH hơi chua hơn và mực nước cao hơn 4 cm. Một khảo sát biến dạng mặt đất được tiến hành quanh đảo Volcano từ ngày 26 tháng 4 đến 3 tháng 5 năm 2011 cho thấy rằng công trình núi lửa (volcano edifice) này tăng nhẹ so với cuộc khảo sát vào ngày 5-11 tháng 4 năm 2011.

### Năm 2020
Bài chi tiết Núi lửa Taal phun trào 2020

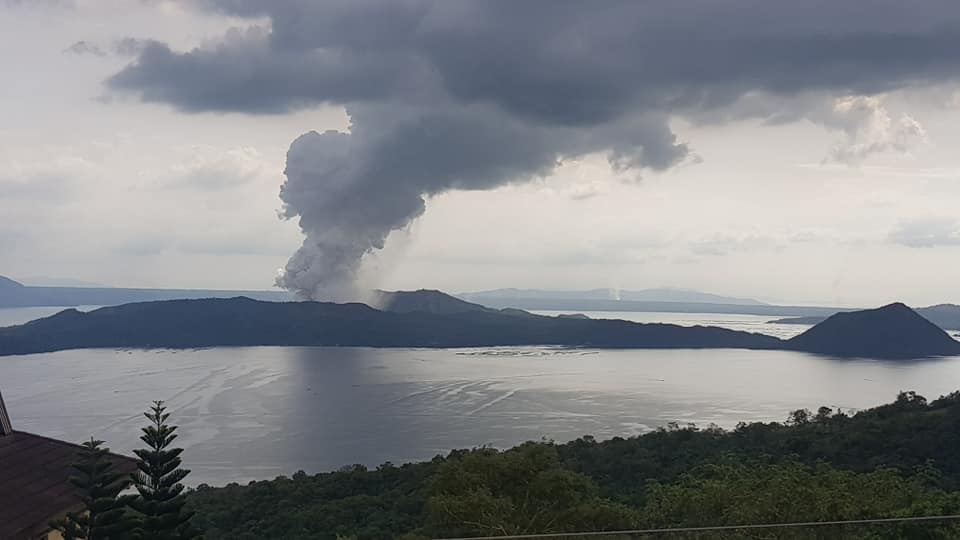
Núi lửa Taal phun trào ngày 12 tháng 1 năm 2020.

Núi lửa phun trào trở lại vào chiều ngày 12 tháng 1 năm 2020, 43 năm sau vụ phun trào năm 1977, với mức độ cảnh báo của Viện Núi lửa và địa chấn học Philippines leo thang từ cảnh báo cấp 2 lên cảnh báo cấp 4. Đó là một vụ phun trào từ miệng núi lửa chính. Vụ phun trào phóng ra tro bụi bay tới tận Calabarzon, Metro Manila và một số khu vực của Trung Luzon, khiến các trường học, văn phòng, hãng xưởng phải đóng cửa và các chuyến bay tại phi trường Quốc tế Manila bị hủy bỏ.